# Здания кондитерской фабрики «Жорж Борман»
Здания кондитерской фабрики «Жорж Борман» — частично охраняемый государством как памятник архитектуры архитектурный комплекс. Расположен в Санкт-Петербурге, современный адрес — улица Писарева, 3 (Английский проспект, 14, 16, 16Б).
Предприятие было основано в 1862 году. Изначально занимая лишь дом по Английскому проспекту, до 1915 года фабрика заняла весь квартал между проспектом и улицей Писарева, причём участок дома 14 до 1896 года не был занят никакими другими строениями.
Среди строений фабрики выделяется охраняемый государством производственный корпус, построенный в 1912—1915 годах по проекту П. П. Павлова, выходящий фасадом на улицу Писарева. Здание стало одним из первых примеров применения железобетона для постройки производства: расположенные на каждом этаже большие производственные залы перекрыты железобетонными кессонированными плитами, которые опираются на железобетонные колонны. Фасад неоклассический, трёхчастный, отражает внутреннюю структуру здания, центральный ризалит украшен высоким аттиком, на фоне которого расположены барельефные вазы, играющие роль капителей для узких вертикальных рёбер-пилонов, создающих контраст с горизонтальными лентами окон. Здание по-прежнему используется как производственное.